# Chenyang
Chenyang (kinesiska: 辰阳) är en köping i Kina och huvudort i häradet Chenxi. Den ligger i provinsen Hunan, i den södra delen av landet, omkring 280 kilometer väster om provinshuvudstaden Changsha. 